# Dominique Païni
 (juin 2023).
- Si vous ne connaissez pas le sujet, laissez ce bandeau (vous pouvez alors contacter les auteurs).
- Si vous supprimez le contenu mis en cause (vous pouvez préalablement contacter les auteurs),

argumentez précisément cette suppression dans la page de discussion
(un manque de référence n'est pas un argument ; une recherche réelle de référence doit avoir été effectuée, être formellement documentée).
Dominique Païni, né le 29 avril 1947, est un essayiste, critique de cinéma, et commissaire d'exposition français.

## Biographie
Dans les années 1980, Dominique Païni a été le directeur du Studio 43, salle de cinéma parisienne qui était consacrée exclusivement à revisiter la mémoire du cinéma français, distributeur, producteur de films (Straub et Huillet, Juliet Berto, Philippe Garrel).
Il fut le premier directeur des productions audiovisuelles et cinématographiques du Musée du Louvre de 1988 à 1991. Il y produit des programmes tels que la série Palettes réalisée par Alain Jaubert, ou le documentaire de Nicolas Philibert, La Ville Louvre,.
De 1991 à 2000, il a été directeur de la Cinémathèque française. Amateur de cinéma expérimental, il réalisa, avec Nicole Brenez et Christian Lebrat, une vaste rétrospective consacrée à ce type de cinéma, qui se tient en 2000 à la Cinémathèque française :  « Jeune, dure et pure. Une histoire du cinéma expérimental et d'avant-garde en France ». En 2001, un ouvrage homonyme de près de 600 pages paraît qui fait le point, d'une manière très complète, sur ce cinéma, des origines à nos jours. En 1998, Païni a été commissaire de l’exposition Les Transports de l’image qui inaugura le studio d’art contemporain Le Fresnoy.
Il fut co-directeur de la revue Cinémathèque de 1992 à 2000.
De 2000 à 2005, il fut directeur du Département du développement culturel du Centre national d'art et de culture Georges-Pompidou où il initia des expositions consacrées à des écrivains tels que Roland Barthes (2002) et Samuel Beckett (2004) et où il a été le commissaire de plusieurs grandes expositions comme Hitchcock et les arts, Jean Cocteau sur le fil du siècle, Voyage(s) en utopie, une exposition réalisée par Jean Luc Godard.
En 2004 et 2005, il a été président de la Commission d'aide sélective à l'édition vidéo, nommé en novembre 2003 par David Kessler, directeur général du Centre national de la cinématographie.
Le 5 avril 2005, Dominique Païni est désigné à la tête de la Fondation Maeght (Saint-Paul-de-Vence, Alpes-Maritimes) pour prendre la suite de Jean-Louis Prat qui, après vingt-deux ans à la tête de la fondation, avait démissionné. Il y réalise l'exposition " Le noir est une couleur " qui mêle cinéma et art moderne et contemporain. Il démissionne de la Fondation en septembre 2006 et quitte ses fonctions le 31 décembre 2006. 
Dominique Païni écrit dans diverses revues, dont Art Press et Les Cahiers du cinéma. Il pense la modernité cinématographique et son avant-garde et mêle les disciplines artistiques dans sa réflexion. Dans son ouvrage Le Temps exposé, il démontre l'influence des œuvres cinématographiques du passé sur les tendances contemporaines de la création.[réf. nécessaire]
Dominique Païni a donné des cours sur les rapports entre l'art et le cinéma au Musée du cinéma de Bruxelles. En 2006, il a été consulté à propos des transformations de ce musée en raison de ses expériences. De 2002 à 2014, il enseigne à l'École du Louvre où il est titulaire de la chaire d'Histoire du cinéma, cours qui s'attachaient aux relations du cinéma avec les autres arts.[réf. nécessaire]
Aujourd'hui commissaire d'expositions indépendant (Il était une fois Walt Disney en 2007 au Grand Palais, La main numérique en 2010 à la MABA et à Taïwan, Stephan Balleux au Musée d'Ixelles à Bruxelles en 2014, Lewis Baltz au BAL en 2014, Wang Bing au BAL en 2021), il se consacre à la critique, à l'écriture de textes théoriques. En 2013 il est commissaire de l'exposition « Le regard d'Antonioni » à Ferrare, exposition reprise à Bruxelles puis à Paris en 2015. Il est le commissaire d'une exposition consacrée à Henri Langlois à la Cinémathèque française en 2014.[réf. nécessaire]
En avril 2015, il est le commissaire d'une exposition-spectacle (au Centquatre-Paris) consacrée à la société Gaumont à l'occasion du 120e anniversaire de sa fondation.
En 2019, il est le commissaire de l'exposition "Corpi splenditi" de l'artiste Henri Foucault au Musée d'art Moderne et Contemporain de Ferrare (Palazzo dei Diamanti) en dialogue avec Boldini. En 2021, il conçoit au musée d’Orsay l’exposition « Enfin le cinéma ! » et en 2023 l’exposition « Surréalisme au féminin ? » au musée de Montmartre.

## Œuvre écrite (sélection)
- Bernard Plossu ou le cinéma fixe ?, École Régionale des Beaux-Arts de Rouen
- Une encyclopédie des cinémas de Belgique (Guy Jungblut, Patrick Leboutte, Dominique Païni), Musée d’art moderne de la Ville de Paris - Éditions Yellow Now, 1990
- Conserver, montrer. Où l’on ne craint pas d’édifier un musée pour le cinéma (1992), Éditions Yellow Now
- Le temps exposé. Le cinéma, de la salle au musée (2002), Éditions Cahiers du cinéma, collection Essais
- Le cinéma, un art moderne (1997), Éditions Cahiers du cinéma,  (ISBN 2-86642-178-7)
- L'art et le septième art, Éditions Le Fresnoy, écrit avec Marianne de Fleury et Jacques Morice,  (ISBN 2950703917)
- L'attrait de l'ombre, Yellow Now, 2007
- L'attrait des nuages, Yellow Now, 2010
- Le cinéma, un art plastique, Yellow Now, 2013
- L'attrait des miroirs, Yellow Now, 2017

## DVD
- Paris appartient au cinéma, par Dominique Païni (13 min) : témoignage de D. Païni pour les bonus du DVD du film Paris nous appartient de Jacques Rivette.